# Pogorzelica (województwo wielkopolskie)
Pogorzelica – osada w Polsce położona w województwie wielkopolskim, w powiecie jarocińskim, w gminie Żerków. Miejscowość wchodzi w skład sołectwa Szczonów.
Wieś duchowna, własność komandorii joannitów w Poznaniu pod koniec XVI wieku leżała w powiecie pyzdrskim województwa kaliskiego. W latach 1975–1998 miejscowość należała administracyjnie do województwa kaliskiego.

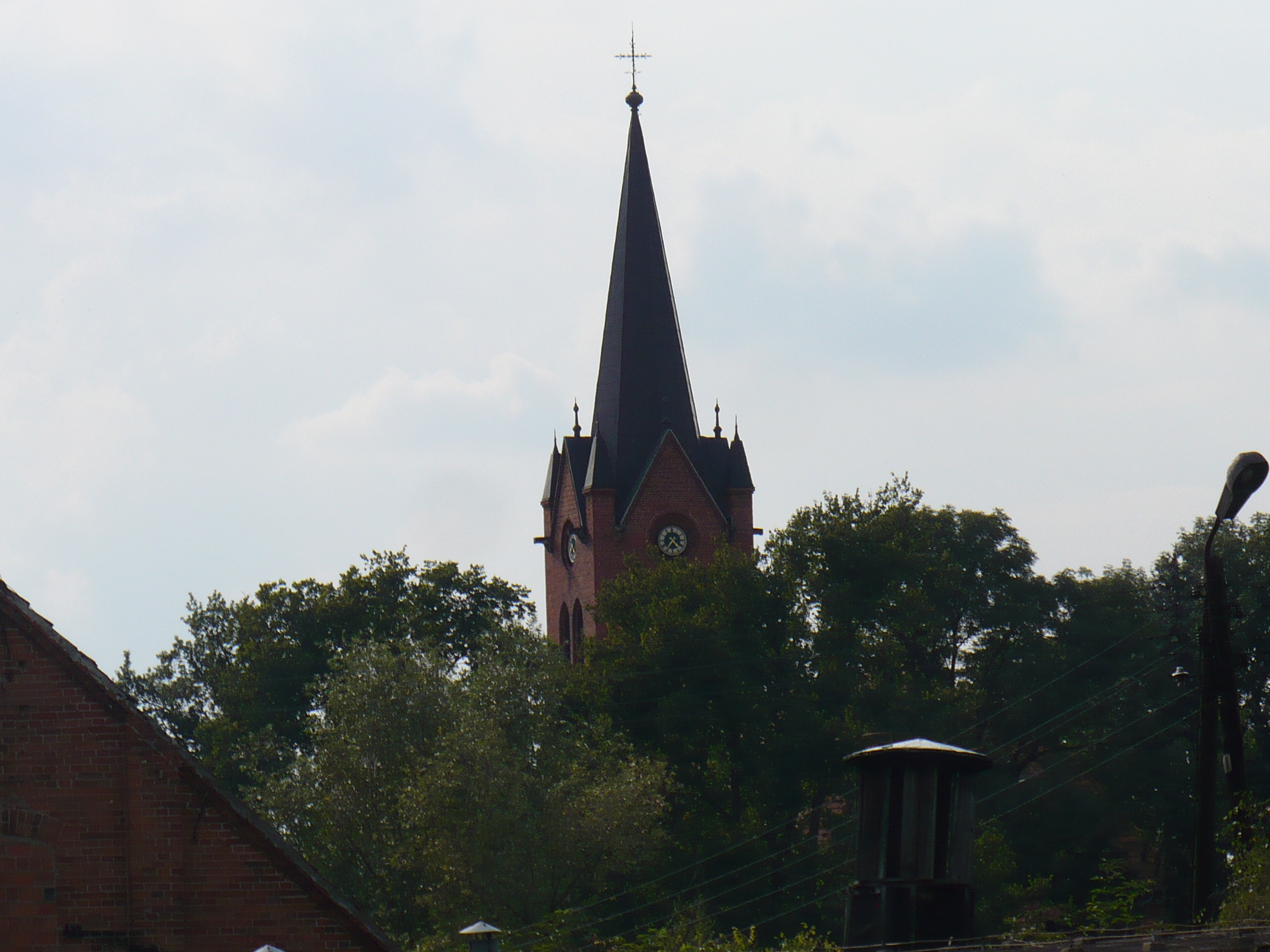
Wieża kościoła górująca nad osadą

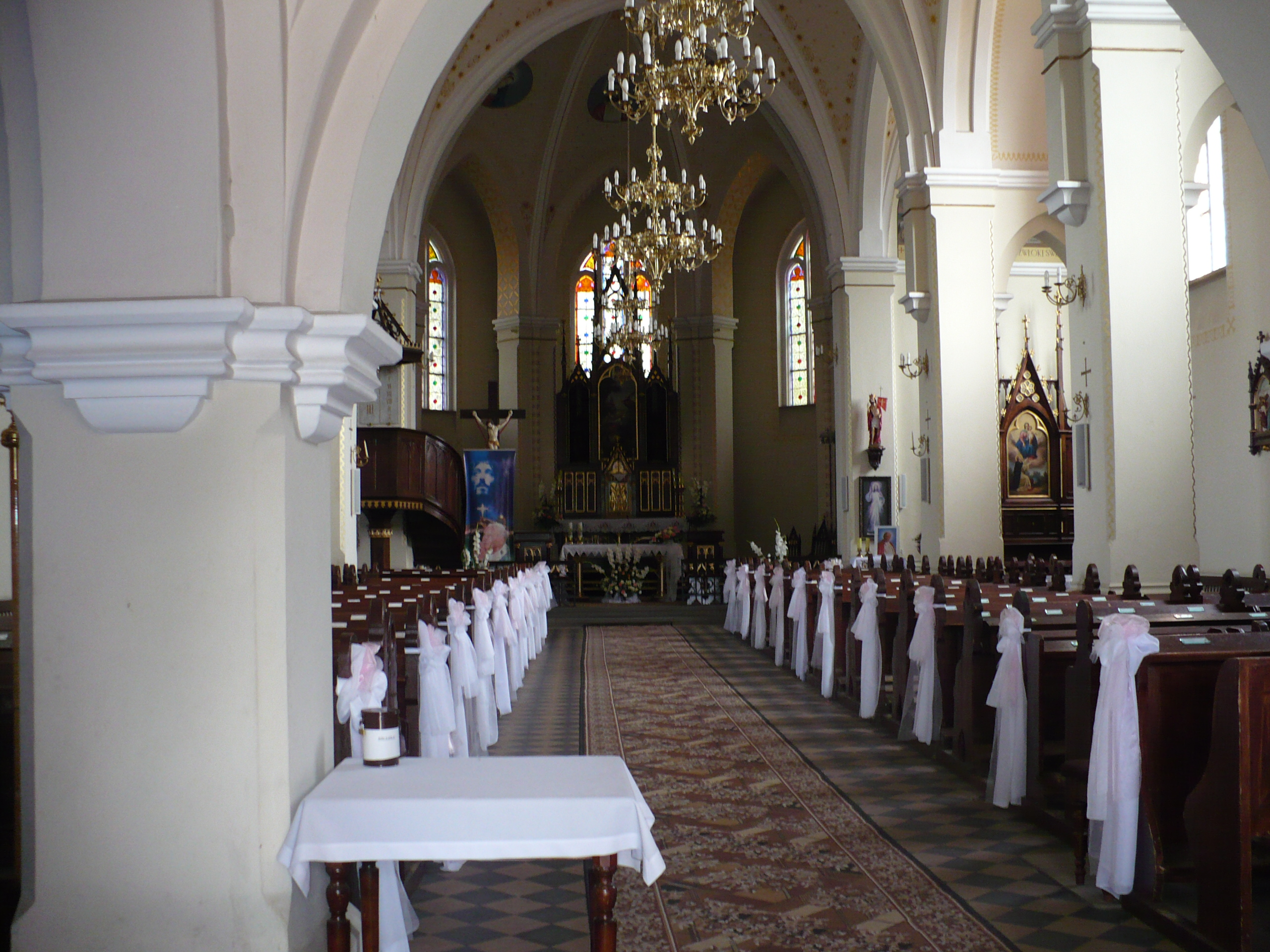
Wnętrze kościoła